# Ittige Halli, Shimoga
Ittige Halli là một làng thuộc tehsil Shimoga, huyện Shimoga, bang Karnataka, Ấn Độ.